# Ligonier (Indiana)
Ligonier – miasto w Stanach Zjednoczonych, w stanie Indiana, w hrabstwie Noble.